# Sinfonietta per archi (Roussel)
La Sinfonietta per archi, op. 52 è una composizione di Albert Roussel scritta nel 1934.

## Storia della composizione
Nella sua monografia dedicata alla vita e all’opera di Albert Roussel, il musicologo francese Marc Pincherle ha posto in rilievo la particolare modestia del compositore di Tourcoing nel registrare gli influssi esterni, pervenendo a una faticosa conquista della propria personalità artistica. Il suo percorso seguì non una progressione uniforme verso una direzione precisa scelta in maniera definitiva, come si potrebbe immaginare, quanto invece un itinerario tortuoso contrassegnato da anticipazioni, ritorni, fasi in cui hanno coesistito due tendenze a prima vista in reciproco contrasto. Un altro singolare aspetto della personalità di Roussel è quello che René Dumesnil così descriveva in “Le Monde Français” nel 1949: «C’era una specie di contrasto fra la persona fisica di Albert Roussel e le sue opere: l’uomo era d’aspetto fragile, di salute delicata e sembrava riservato, quasi timido; la sua musica è densa, potente e robusta, persino acida, spesso carica di una sua sana gaiezza. Certi Scherzo, certi Allegro fanno pensare a scene di kermesse dipinte da un Jordaens. C’era in effetti, in questo fiammingo di Tourcoing, qualcosa dei miniaturisti medievali, qualcosa dei pittori che prediligono i colori vivi e il dettaglio preciso … Forse la sua squisita cortesia sarebbe parsa inizialmente freddezza se la cordialità di un gesto, o un sorriso franco e sincero che giungeva al momento opportuno non ne avessero smentito la riservatezza. Molto spesso si scopriva in Roussel l’autentica natura dell’uomo: la sobria e discreta eleganza dei modi corrispondeva a un’umanità eccezionale. Aveva una grande sensibilità: la si immaginava al di là di quanto egli lasciasse vedere, a parte i momenti in cui il rivelarla avrebbe potuto significare un beneficio per gli altri. Era nemico delle grandi frasi e delle parole inutili. Non l’ho sentito pronunciare un giudizio sugli uomini né sulle opere. Preferiva ascoltare i vari pareri e cercare di farsi un’idea sul perché qualcuno potesse avere un’opinione diversa dalla sua. Il suo spirito, nutrito di scienza, formato alle discipline matematiche, rifuggiva dai sistemi assoluti, cosa che tuttavia non gli impediva di restare fermo alle sue convinzioni, fedele ai principi dei quali aveva fatto la regola della sua vita».
L’evoluzione dell’arte musicale di Roussel ha avuto dunque un andamento disuguale, in quanto la sua vocazione per la musica si era manifestata molto presto, venendo accantonata nel 1887 a favore della carriera di ufficiale nella Marina militare francese, ma quando poi decise di riguadagnare il tempo perduto affrontò gli studi con matura coscienza, un preciso metodo di lavoro e idee ben chiare. La ragione della prudenza e della capacità riflessiva di Roussel si spiegano con maggior chiarezza qualora si tenga conto della sua particolare condizione anagrafica che lo vide nascere tra due compositori quali Claude Debussy e Maurice Ravel. La necessità di uscire dal cono d’ombra costituito da tali grandi artisti ha spinto Roussel ad affrancarsi dai loro rispettivi modelli, iniziando a mostrare la sua individuazione stilistica con il Divertissement per pianoforte e fiati op. 6 del 1906, che prende a modello l’analoga opera di Vincent d’Indy del 1898 e che sembra appartenere alla generazione successiva del “Gruppo dei Sei”, così come il balletto pantomima “Le festin de l’araignée” (Il festino del ragno) op. 17 del 1912 che Roussel ambienta in un giardino popolato d’insetti, un’opera assolutamente originale contenente molte anticipazioni dell’Enfant e les sortilèges (1925) di Ravel. A partire da composizioni come la Sérénade op. 30 del 1925 si rileva con maggiore evidenza nelle opere di Roussel una solidità formale nella quale emerge il culto delle forme musicali del passato, ricreate tuttavia con assoluta libertà di scrittura e che permettono di annoverare l’autore in un àmbito neo-classico a lui congeniale in virtù del proprio temperamento razionale e ironico al tempo stesso. Tra le opere dove si manifesta l’adesione classicistica di Roussel, accanto alla Seconda Sinfonia op. 23, al Concerto per piccola orchestra e all’arduo Concerto per pianoforte figura la Sinfonietta per archi del 1934, composizione che pur nelle sue ridotte dimensioni e nel suo tono volutamente di “scherzo”  fornisce un’esauriente dimensione dell’arte musicale dell’autore. 

## Struttura della composizione
La Sinfonietta è una delle opere risalenti all’ultima fase dell’attività creatrice di Roussel, nella quale si esprime pienamente il suo stile del tutto personale, la sua asciuttezza neo-classica che trae origine dall’esperienza trascorsa presso la Schola Cantorum sotto la guida di d’Indy. Pur rimanendo nella sua vita una figura appartata dal punto di vista artistico, Roussel è un musicista degno di grande attenzione per essere stato capace di riproporre, attraverso la propria opera creativa e l’insegnamento, un concetto della musica maggiormente legato all’uomo e alle sue problematiche, ben diverso rispetto al disincantato intellettualismo dei musicisti del “Gruppo dei Sei”. La sua produzione, che appare quantitativamente ridotta specie se paragonata alla mozartiana vastità dell’opera di Darius Milhaud, è la manifestazione di una concezione essenzialmente artigianale della musica che presta tempo e grande attenzione anche ai più piccoli dettagli. Non pochi furono comunque coloro che seppero apprezzare la sua musica; già nel 1912 le Évocations furono accolte con molto favore da quasi tutte le personalità di spicco della critica musicale parigina, tra cui Gaston Carraud, Jean Marnold, Pierre Lalo e Alfredo Casella. Ogni nuova opera di Roussel, inoltre, gli procurò altri consensi e un crescente numero non solo di amici e ammiratori ma anche di allievi, talvolta provenienti al di fuori della Francia come Bohuslav Martinů e Jaroslav Krička (Cecoslovacchia), Knudåge Riisager (Danimarca) e l’italiano Luigi Cortese.
Nella Sinfonietta si rivela la tendenza propria di Roussel di lavorare appoggiandosi raramente a cose già fatte. Osserva Eduardo Rescigno: «È come se il materiale e la forma venissero ogni volta create simultaneamente, ignorando ogni esperienza già fatta. Naturalmente egli usa sempre il medesimo alfabeto musicale, ma non il medesimo dizionario, tanto che il suo linguaggio appare ogni volta rinnovato».
Il primo movimento Allegro molto si contraddistingue per il temperamento più sopra accennato proprio di Roussel, propenso ad una musica dal disegno angoloso, ricca di energia asciutta e mordente, di un serrato fantasticare che nulla concede alla levità e al disimpegno caratterizzanti l’opera dei componenti del “Gruppo dei Sei”. Degno di nota è il tema del movimento con il suo profilo dal contorno capriccioso e l’incedere inquieto anche armonicamente, fino ad affermare alla nona battuta uno squillante fa maggiore. 
Il secondo movimento consiste in un breve e pomposo Andante, nel quale il discorso musicale, nota Giacomo Manzoni, si snoda con grazia ed eleganza e dove l’autore dà prova di una scienza strumentale di altissimo livello; dopo un crescendo esso conduce senza interruzione al movimento finale Allegro,  il cui tema così baldanzosamente proiettato in avanti, così sbrigativo, pare ricordare talune invenzioni tematiche del periodo neo-classico di Stravinskij, segnatamente del balletto Pulcinella basato su motivi tratti da opere di Giovanni Battista Pergolesi. Qui, tuttavia, talune parentele con stilemi del passato non sono messe in evidenza, non rappresentano citazioni fra virgolette come accade per Stravinskij; al contrario, diventano “l’alfabeto” di Roussel che se ne serve come di elementi in sé, senza richiami storici né allusioni significanti. Lo stesso Roussel ha voluto chiarire il suo concetto musicale affermando: «Decisi di allargare il senso armonico della mia scrittura, tentai di avvicinarmi all’idea di una musica voluta e realizzata per sé stessa, una musica autosufficiente, una musica che cerca di liberarsi di ogni elemento pittoresco e descrittivo, e mai si allontana da ogni riferimento con lo spazio … Lungi dal voler descrivere, io mi sforzo sempre di allontanare dal mio spirito il ricordo degli oggetti e delle forme suscettibili di tradursi in effetti musicali».

## Discografia parziale
- Detroit Symphony Orchestra, Neeme Järvi (Chandos)
- Orchestre de Chambre Jean - François Paillard, Jean - François Paillard (Erato Disques)
- Orchestre de la Société des Concerts du Conservatoire, André Cluytens (EMI)
- Orchestre Royal de Chambre de Wallonie, Georges Octors (Cypres)
- Royal Scottish National Orchestra, Stéphane Denève (Naxos)
- Tapiola Sinfonietta, Paavo Järvi (BIS)
- Virtuosi di Praga, Oldřich Vlček (Koch Discover)
- Württembergisches Kammerorchester, Jörg Faerber (Vox Turnabout)